# Uścikówiec
Uścikówiec – wieś sołecka w Polsce położona w województwie wielkopolskim, w powiecie obornickim, w gminie Oborniki.

## Historia

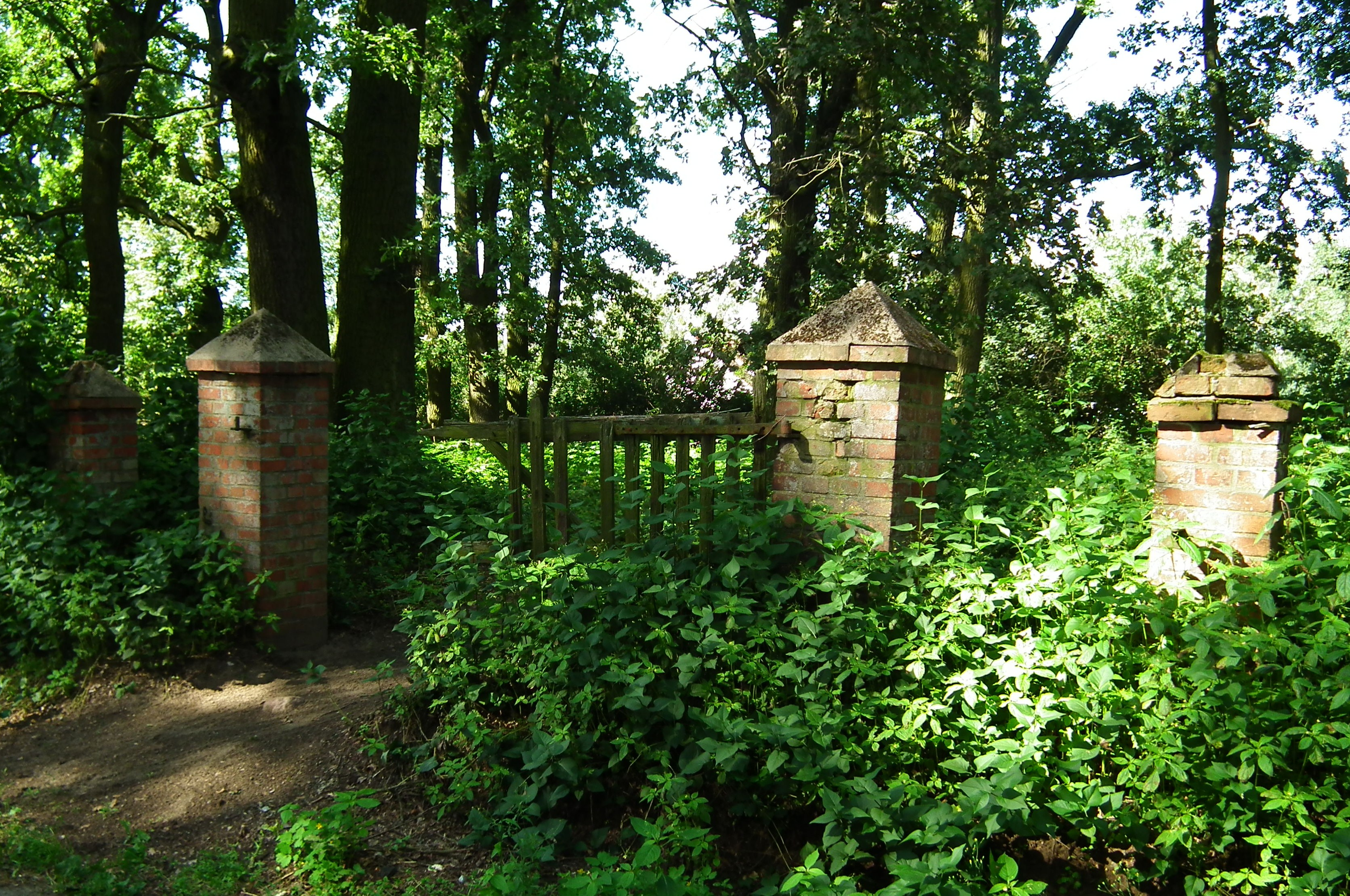
Brama cmentarza ewangelickiego

Wieś została założona w 1714, jako olęderska – Uścikowskie Olędry. Nazwa Uścikówiec przyjęła się dopiero później. Osada szybko się rozwijała. W końcu XVIII wieku, razem z Berdychowem i Piaskami tworzyła okręg wiejski liczący 25 domów i 250 mieszkańców (w tym stu Polaków). 
W 1940 chłop Piasecki wyorał w okolicy skarb w postaci wyrobów brązowych z wczesnej epoki żelaza (siedem bransolet, dziewięć naszyjników, naramiennik, dwa pierścionki, fragmenty pięciu mieczy, jedenaście siekierek, dłuto, sierp i surowiec brązowy do wytopu). Zakopał go ponownie w obawie przed rabunkiem Niemców. W 1950 odszukał go ponownie. Ostatecznie skarb trafił do Muzeum Archeologicznego w Poznaniu.
Przed budynkiem dawnej szkoły umieszczono głaz pamiątkowy z napisem: Na chwałę i pamięć wieczną Oborniczanom więzionym przez okupacyjne władze niemieckie w Uścikówcu w czasie II wojny światowej.
We wsi istnieją pozostałości cmentarza ewangelickiego (osadniczego) z ceglaną bramą. Ostatnich pochówków dokonano tu jeszcze po II wojnie światowej.
Obecnie wieś liczy 130 osób utrzymujących się z rolnictwa, usług, handlu i produkcji. Jest zwodociągowana i skanalizowana. Zlokalizowano tu też wysypisko śmieci. Jako osada podmiejska pozostaje siedzibą licznych firm i przedsiębiorstw.
W latach 1975–1998 administracyjnie należała do województwa poznańskiego.

## Zmiana nazwy
W roku 2006 przywrócono nazwę Uścikówiec używaną dotychczas w mowie potocznej.